# Заиконоспасский монастырь
Заиконоспа́сский монасты́рь (то есть Спасский за Иконным рядом) — ставропигиальный мужской монастырь Русской православной церкви, расположенный в Китай-городе в Москве, на Никольской улице.
Монастырь вошёл в историю как «учительский» вследствие создания в его стенах просветительской школы, реорганизованной затем в Славяно-греко-латинскую академию, ставшую основой Московской духовной академии.

## История

### Предыстория
По утверждениям некоторых краеведов[уточнить], на месте нынешнего монастыря в XIV веке находился «Спасский монастырь на Никольском Крестце, на Песках, на Старом месте» — т. н. монастырь Николы Старого.

### Основание. Первые века
Считается, что монастырь Спасский за иконным рядом был основан Борисом Годуновым в 1600 году, хотя первое упоминание его в исторических документах, в книгах Патриаршего приказа, относится к 1635 году. Существование его до 1610 года подтверждает изображение на «Сигизмундовом плане Москвы». Своё название получил от расположения — за лавками, где торговали иконами: Иван Забелин указывал на документ, согласно которому 12 марта 1678 года «патриарх был в Спасове монастыре, что за иконным рядом»; в грамоте 1706 года указывалось, что в 1661 году «июня в 14 день Спасского монастыря, что за иконным рядом <…> святогорец архимандрит Дионисий с братиею били челом великому государю…».

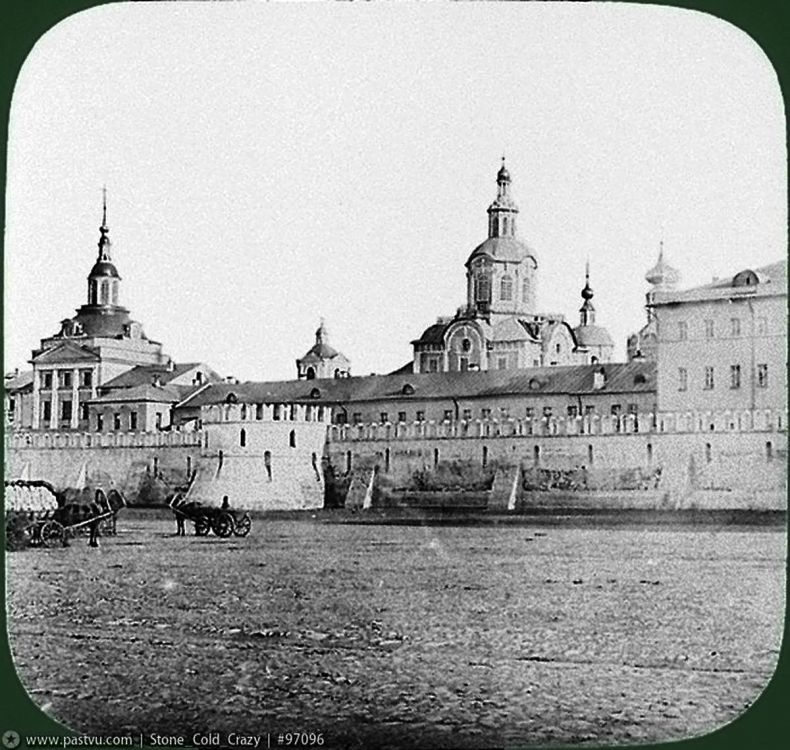
Монастырь в 1855—1870 годах

При царе Алексее Михайловиче, в 1660 году, заложен двухэтажный каменный собор: в нижнем этаже — во имя иконы Спаса Нерукотворного Образа, в верхнем — во имя иконы Богородицы, Всех скорбящих Радости. Средства на строительство Спасского собора дал воевода князь Фёдор Волконский. 20 ноября 1661 года строительство было завершено.
В 1665 году вместо умершего архимандрита Дионисия монастырём стал управлять Симеон Полоцкий, при котором была учреждена школа для подготовки подьячих Приказа тайных дел. Со времени учреждения школы к названию монастыря стали добавлять определение — «учительский».
В числе учеников школы был Сильвестр Медведев, который, сменив Симеона Полоцкого в управлении монастырём в 1680 году, представил на утверждение царя Фёдора Алексеевича проект Устава Славяно-греко-латинской академии. Из-за смерти царя проект не был приведён в исполнение.

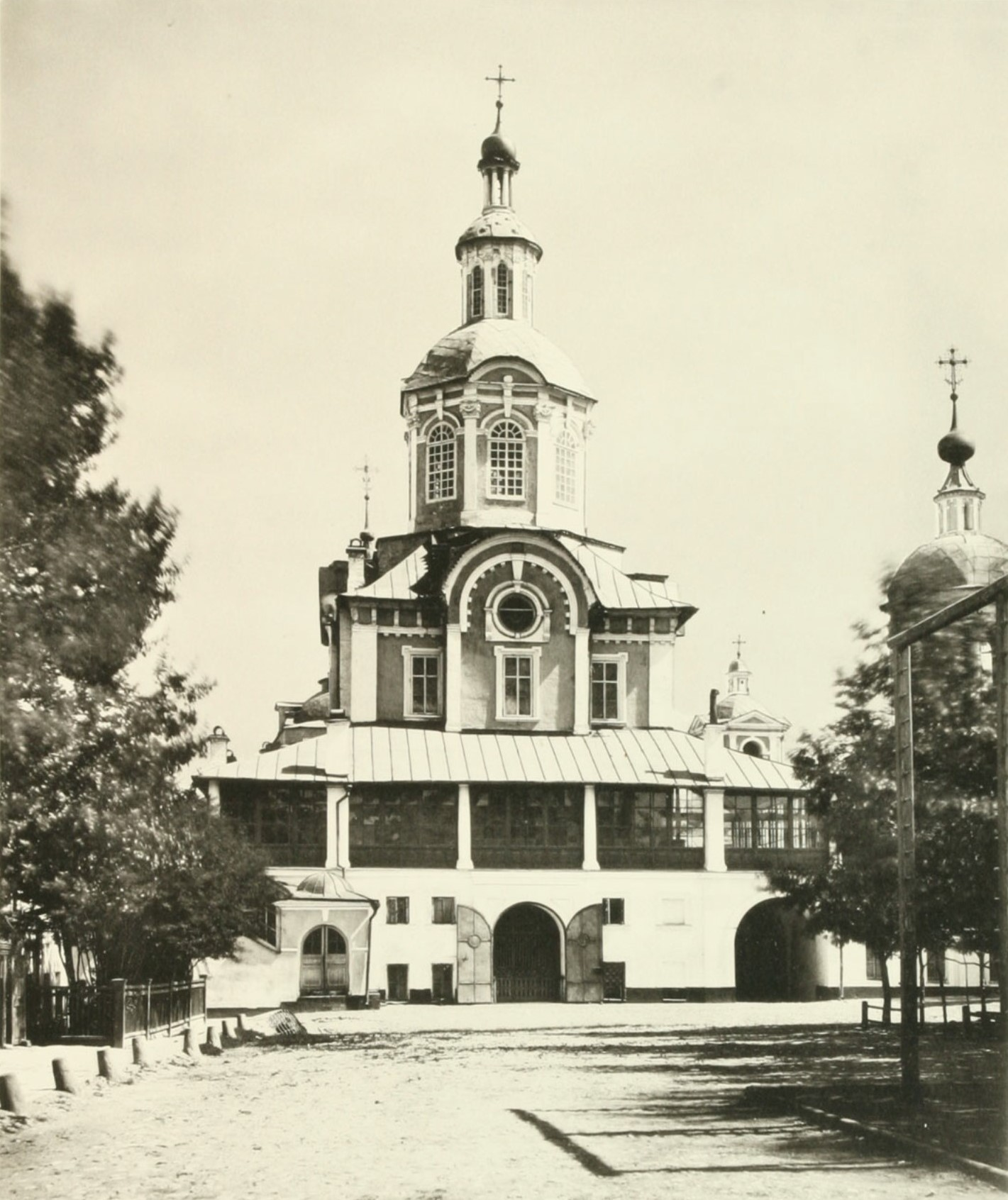
Монастырь в 1882 году

В 1687 году из Богоявленского монастыря сюда переехала основанная в 1685 году братьями Иоанникием и Софронием Лихудами школа, именовавшаяся «Еллино-Греческими», или Спасскими школами. Это первое в Великороссии высшее учебное заведение было устроено по образцу Киево-Могилянской академии. Объединённая с типографской школой, она позже стала называться Славяно-греко-латинской академией.
Игумены монастыря, начиная с Палладия Роговского, и архимандриты состояли ректорами Академии, а храмы монастыря служили для её нужд — они были и домовой церковью, и кафедрой, на которой ученики практиковались в церковном красноречии.
Монастырь и собор перестраивались из-за пожаров в 1701 и 1737 годах (см. Троицкий пожар). Перестройки монастырских храмов и зданий проводились по проектам архитекторов Ивана Зарудного, работавшего в стиле барокко, Ивана Мичурина, Михаила Преображенского, Зиновия Иванова.

### Секуляризация. Падение значения
После екатерининской секуляризации обитель стала второклассным ставропигиальным необщежительным мужским монастырём. Образовательное значение монастыря стало падать после основания Московского университета. В 1814 году Академия была переведена в Троице-Сергиеву лавру, получив наименование Московской духовной академии, а в корпусах Славяно-греко-латинской академии разместилось Заиконоспасское духовное училище.
К 1900 году на Никольской улице было построено два торговых помещения монастыря в русском стиле и высокая надвратная колокольня, включившая в себя прежние Святые ворота.

### Советские годы
После смены власти собор монастыря (к тому времени закрытого) в 1922 году стал центром обновленческого Союза церковного возрождения во главе с «митрополитом» Антонином (умер в 1927); в 1929 году центр был закрыт.
В 1931 году в некогда принадлежавшем монастырю доме N7 разместилась советская телестудия, где в рамках работ по созданию отечественного телевидения велись опытные (еще беззвучные) телепередачи. В 1934 году работники телестудии перебрались с техникой на колокольню монастыря и с осени 1934 года отсюда началось регулярное звуковое телевещание, продолжавшееся до 1941 года.

## Современный период

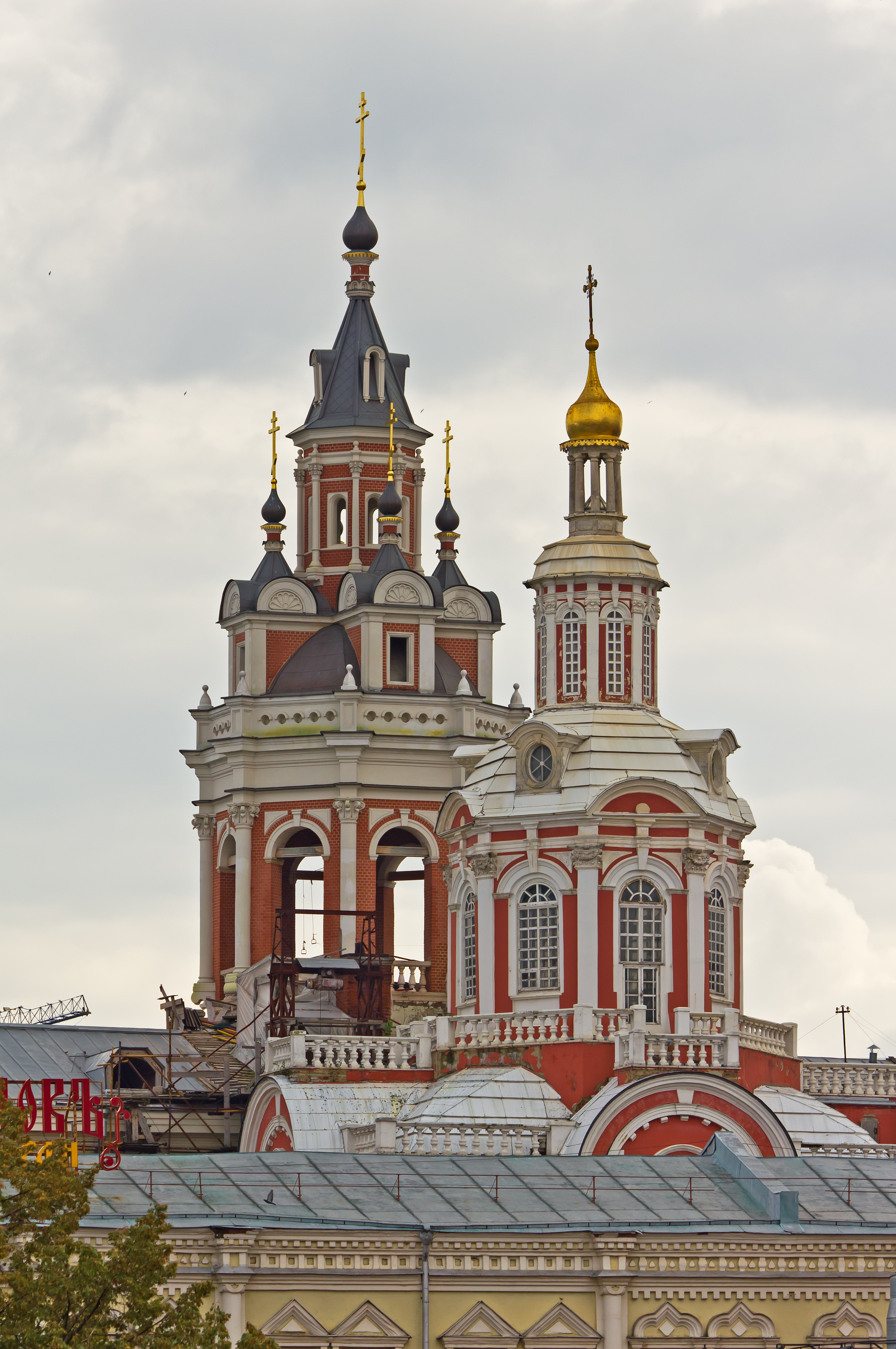
Вид со стороны Театральной площади, 2013

Богослужения в соборном храме Спаса Нерукотворного возобновились в июле 1992 года. Он получил статус Патриаршего подворья. В феврале 1993 года в монастыре открылся Российский православный университет, и собор едва не стал снова «училищным» храмом, но от этой идеи отказались из-за аварийного состояния собора и отсутствия помещений, и университет перебрался в Высоко-Петровский монастырь.
Община возрождаемого монастыря находилась в конфликтных отношениях с администрацией Российского государственного гуманитарного университета (РГГУ) в связи с процессом передачи имущества.
20 февраля 2010 года монастырь посетил патриарх Кирилл. Это было первое патриаршее богослужение в древней обители после 310-летнего перерыва. Священный синод 5 марта того же года определил: «Благословить открытие Заиконоспасского ставропигиального мужского монастыря г. Москвы, выделив его из Патриаршего подворья бывших Заиконоспасского и Никольского монастырей в Китай-городе г. Москвы».
Многие монастырские помещения заняты нецерковными организациями: помещения общей площадью 4,4 тыс. м² занимают Историко-архивный институт РГГУ, РТР, отделение Почты России и рестораны, кафе, клубы и другие заведения.

## Архитектура

Модель Заиконоспасского монастыря с предполагаемыми восстановленными церквями в числе общего ансамбля зданий.

От монастырского ансамбля до наших дней дошли собор, братский корпус, торговые ряды, доходный дом с колокольней и здание Коллегиума Славяно-греко-латинской академии. Ныне существующий Спасский собор включает в себя объём предшествовавшего ему храма 1661 года. Состоит из нижней церкви (с трапезной 1701 года) и верхней. С севера и запада под папертью верхнего храма к нижней церкви примыкают двухэтажные кельи.

## Настоятели
- 1700 — 23 января 1703 — Палладий (Роговский)
- начало 1703 — начало 1704 — Рафаил (Краснопольский)
- 1704 — 11 марта 1705 — Сильвестр (Крайский)
- 1705—1706 — Антоний (Кармелит)
- 1706—1722 — Феофилакт (Лопатинский)
- 10 мая 1722 — 19 июня 1728 — Гедеон (Вишневский)
- август 1728 — 2 мая 1731 — Герман (Копцевич)
- 2 мая 1731 — 16 августа 1732 — Софроний (Мегалевич)
- 30 августа 1732 — 12 декабря 1733 — Феофилакт (Журовский) правящий монастырём
- 3 февраля 1734—1736 — Стефан (Калиновский)
- 14 октября 1736 — 10 апреля 1737 — Антоний (Кувечинский)
- декабрь 1737 — 8 ноября 1738 — Митрофан (Слотвенский)
- 4 марта 1739—1741 — Платон (Левицкий)
- июль 1741 — 5 сентября 1742 — Кирилл (Флоринский)
- 5 сентября 1742 — 8 мая 1748 — Порфирий (Крайский)
- 8 мая 1748 — 7 марта 1753 — Иоанн (Козлович)
- 23 июля 1753 — июль 1754 — Варлаам (Лящевский)
- 18 февраля 1754 — 12 мая 1757 — Иоасаф (Хотунцевич)
- 12 мая 1757 — май 1758 — Геннадий (Драницын)
- 30 апреля 1758 — 9 августа 1761 — Гедеон (Сломинский)
- 8 августа 1761 — 6 декабря 1763 — Гавриил (Петров-Шапошников)
- 1 января 1764 — апрель 1768 — Геннадий (Границкий)
- апрель 1768 — 10 октября 1770 — Антоний (Герасимов-Зыбелин)
- 12 октября 1770—1774 — Феофилакт (Горский)
- 18 августа 1774—1778 — Амвросий (Подобедов)
- 24 мая 1778 — 5 мая 1782 — Дамаскин (Руднев)
- 1782—1783 — Павел (Пономарёв)
- 17 декабря 1783—1786 — Аполлос (Байбаков)
- 1786 — 12 ноября 1788 — Афанасий (Иванов)
- 1788—1791 — Мелхиседек (Заболотский)
- 1 января 1792— 14 февраля 1794 — Мефодий (Смирнов)
- 1794—1795 — Амвросий (Яковлев-Орлин)
- 1795—1798 — Евлампий (Введенский)
- 28 сентября 1798—1799 — Серафим (Глаголевский)
- 1800—1801 — Владимир (Третьяков)
- 25 декабря 1801—1804 — Августин (Виноградский)
- февраль 1804 — 25 марта 1808 — Моисей (Близнецов-Платонов)
- 20 апреля 1808—1809 — Сергий (Крылов-Платонов)
- 24 января 1810 — 12 августа 1814 — Симеон (Крылов-Платонов)
- 1814—1817 — Евгений (Казанцев)
- 21 сентября 1817—1819 — Парфений (Чертков)
- июнь 1820 — июль 1826 — Феоктист (Орловский)[8]
- 1827—1833 — Виталий (Щепетов)
- 19 марта 1833—27 декабря 1842 — Иосиф (Богословский)
- 14 февраля 1843— 25 августа 1853 — Алексий (Ржаницын)
- 22 апреля 1854 — 26 апреля 1859 — Леонид (Краснопевков)
- 8 августа 1859 — 1 января 1861 — Сергий (Ляпидевский)
- 3 марта 1861 — упом. 1868 — Иоанникий (Холуйский)
- 11 октября 1881 — 30 декабря 1884 — Иосиф (Баженов)
- 11 февраля — 9 августа 1885 — Пётр (Екатериновский)
- 1886—1893 — Арсений (Иващенко)
- 12 июня 1893 — 23 января 1895 — Феодосий (Рождественский)
- 29 января 1894 — 20 декабря 1898 — Анатолий (Станкевич)
- 11 ноября 1903—1907 — Феофилакт (Клементьев)
- 2 июня 1909 — ранее 1913 — Евфимий (Елиев)
- 14 июля 1914 — 3 августа 1917 — Владимир (Синьковский)
- 11 августа 1917 — 27 августа 1918 — Василий (Богоявленский)
- 5 марта 2010 — 11 апреля 2016 — Пётр (Афанасьев)
- с 25 июля 2016 — Даниил (Константинов) и. о.